# 万年场街道
万年场街道，是中华人民共和国四川省成都市成华区下辖的一个乡镇级行政单位。

## 行政区划
万年场街道下辖以下地区：
双庆路社区、万年路社区、槐树店社区、联合社区、长天路社区和红桥社区。